# 安德里埃沃-佐里涅
46°47′27″N 31°33′8″E / 46.79083°N 31.55222°E
安德里埃沃-佐里涅（烏克蘭語：Андрієво-Зорине），是烏克蘭南部的村莊，隸屬尼古拉耶夫州的尼古拉耶夫區。該村面積1.13平方公里，海拔高度7米，2001年人口404。